# Elezioni presidenziali in Corea del Sud del 2002
Le elezioni presidenziali in Corea del Sud del 2002 si tennero il 19 dicembre; videro la vittoria di Roh Moo-hyun, esponente del Partito Democratico del Millennio, che sconfisse Lee Hoi-chang, espressione del Partito Saenuri.

## Risultati
| Roh Moo-hyun    | Partito Democratico del Millennio  | 12 014 277 | 48,91 |  |  |  |  |  |
| Lee Hoi-chang   | Partito Saenuri                    | 11 443 297 | 46,59 |  |  |  |  |  |
| Kwon Young-ghil | Partito Democratico del Lavoro     | 957 148    | 3,90  |  |  |  |  |  |
| Lee Han-dong    | Un Popolo Nazionale Unito          | 74 027     | 0,30  |  |  |  |  |  |
| Kim Gil-soo     | Partito dei Difensori della Patria | 51 104     | 0,21  |  |  |  |  |  |
| Kim Yeong-Gyu   | Partito Socialista                 | 22 063     | 0,09  |  |  |  |  |  |
| Totale          | Totale                             | 24 561 916 | 100   |  |  |  |  |  |
|                 |                                    |            |       |  |  |  |  |  |
| Voti non validi | Voti non validi                    | 223 047    | 0,90  |  |  |  |  |  |
| Votanti         | Votanti                            | 24 784 963 | 70,83 |  |  |  |  |  |
| Elettori        | Elettori                           | 34 991 529 |       |  |  |  |  |  |

### Risultati per suddivisione
| Regione o città         | Regione o città | Roh Moo-hyun MDP | Roh Moo-hyun MDP | Lee Hoi-chang GNP | Lee Hoi-chang GNP |
| Regione o città         | Regione o città | Voti             |                  | Voti              |                   |
| ----------------------- | --------------- | ---------------- | ---------------- | ----------------- | ----------------- |
| Sudogwon                | Seul            | 2.792.957        | (51,3％)         | 2.447.376         | (44,96％)         |
| Sudogwon                | Incheon         | 611.766          | (49,83％)        | 547.205           | (44,57％)         |
| Sudogwon                | Gyeonggi        | 2.430.193        | (50,65％)        | 2.120.191         | (44,19％)         |
| Gangwon                 | Gangwon         | 316.722          | (41,51％)        | 400.405           | (52,48％)         |
| Chungcheong             | Daejeon         | 369.046          | (55,09％)        | 226.760           | (39,82％)         |
| Chungcheong             | Chungcheongbuk  | 365.623          | (50,42％)        | 311.044           | (42,89％)         |
| Chungcheong             | Chungcheongnam  | 474.531          | (52,16％)        | 375.110           | (41,23％)         |
| Honam （Jeolla）        | Gwangju         | 715.182          | (95,18％)        | 26.869            | (3,58％)          |
| Honam （Jeolla）        | Jeollabuk       | 966.053          | (91,59％)        | 65.334            | (6,19％)          |
| Honam （Jeolla）        | Jeollanam       | 1.070.506        | (93,39％)        | 53.074            | (4,63％)          |
| Yeongnam （Gyeongsang） | Pusan           | 587.946          | (29,86％)        | 1.314.274         | (66,75％)         |
| Yeongnam （Gyeongsang） | Ulsan           | 178.584          | (35,27％)        | 267.737           | (52,88％)         |
| Yeongnam （Gyeongsang） | Taegu           | 240.745          | (18,68％)        | 1.002.164         | (77,75％)         |
| Yeongnam （Gyeongsang） | Gyeongsangbuk   | 311.358          | (21,65％)        | 1.056.446         | (73,47％)         |
| Yeongnam （Gyeongsang） | Gyeongsangnam   | 434.642          | (27,08％)        | 1.083.564         | (67,52％)         |
| Jeju                    | Jeju            | 148.423          | (56,05％)        | 105.744           | (39,63％)         |